# 조나돈 파워
조나돈 타일러 파워 (Jonathon Tyler Power, 캐나다 브리티시 콜럼비아 코목스, 1974년 8월 9일 생)는 캐나다 출신의 은퇴한 프로 스쿼시 선수이다. 1999년, 그는 세계랭킹 1위를 기록한 첫 번째 북아메리카 스쿼시 선수가 되었다. 그는 36번의 최고수준 스쿼시 대회에서 우승했고, 이 중에는 1998년의 월드 오픈과 1999년의 브리티시 오픈도 포함되어 있다.
파워는 7살에 스쿼시를 치기 시작했으며 16살에 프로로 전향하였다. 1991년 프로 스쿼시 협회 (PSA) 투어에 참여하기 시작한 이후로, 그는 36번의 PSA 토너먼트에서 우승하고, 58번 결승전에 진출하였다. 그가 우승한 유명한 대회는 월드 오픈 (1998년), 브리티시 오픈 (1999년), 슈퍼 시리즈 파이널즈 (2003년 & 2005년), PSA 마스터즈 (2001, 2001 & 2005년), 토너먼트 오픈 챔피언즈 (1996, 1999, 2000 & 2002년), 그리고 2002년 커먼웰스 게임즈에서의 남자 단식 금메달 등이다.
파워는 스쿼시 역사상 가장 뛰어난 샷을 구사하는(shotmakers) 선수 중 한 명으로 여겨지는 그는, 드롭샷과 속임수샷의 다양한 범위를 완전히 마스터하였다. 그는 군중이 좋아하는 선수였는데, 이는 존 맥엔로 선수와 비교되는, 그의 감정분출과 레프리들과의 의사소통 때문이다. 영국의 피터 니콜과의 경쟁은 스쿼시 역사를 통틀어 가장 유명하고 오랫동안 지속된 경쟁관계 중 하나였다.
2006년 1월 파워는 다시 세계랭킹 1위에 올랐고, 이는 그가 전에 1위에 오른 지 4년 반 만이었다. 그는 2006년 2월 데이비드 팔머에게 랭킹 1위를 빼앗겼으나, 2006년 3월 1일 다시 되찾았다. 하루 뒤, 3월 2일에, 파워는 그의 은퇴를 선언하였다. 그의 아내, 시타는, "파커"라는 이름의 딸을 출산하였다.

### 월드 오픈 결승전 전적
| 우승 (1) |             |                     |
| 연도     | 결승전 상대 | 결승전 점수         |
| 1998     | 피터 니콜   | 15-11, 15-12, 15-12 |

### 브리티시 오픈 결승전 전적
| 우승 (1) |             |                     |
| 연도     | 결승전 상대 | 결승전 점수         |
| 1999     | 피터 니콜   | 15-17, 15-12 (은퇴) |

### 커먼웰스 게임즈 결승전 전적
| 우승 (1)   |             |                         |
| 연도       | 결승전 상대 | 결승전 점수             |
| 2002       | 피터 니콜   | 9-4, 4-9, 9-3, 9-0      |
| 준우승 (1) |             |                         |
| 연도       | 결승전 상대 | 결승전 점수             |
| 1998       | 피터 니콜   | 3-9, 9-2, 9-1, 2-9, 9-2 |

## 사소한 이야기들
- 스쿼시 열성팬들에게 그는 주로 "제트 추진"(JP)이나 "마술사"(The Magician)로 불린다.
- 그의 선수기간 동안, 그는 던롭에서 만든 그의 사인이 들어간 라켓이 있었다.
- 그의 선수기간 후반부에, 그는 스쿼시 경기에 관한 여러 개의 교육용 DVD를 발표하였다.
- 대부분의 최고 수준 스쿼시 선수들이 영국 출신인 것과 다르게, 파워는 선수 초기에는 암스테르담 출신이다가, 선수 후기에는 몬트리올 출신이었다.
- 서브하기 전에, 파워는 거의 한 번도 공을 바닥에 튕기지 않았는데, 이는 스쿼시 선수들 중에서는 매우 드문 것이다.

## 같이 보기
- 스쿼시 선수 목록